# Szeptinóc
Szeptinóc (horvátul: Šaptinovci) falu Horvátországban, Eszék-Baranya megyében. Közigazgatásilag Gyurgyenováchoz tartozik.

## Fekvése
Eszéktől légvonalban 47, közúton 55 km-re nyugatra, Nekcsétől légvonalban 10, közúton 11 km-re északra, községközpontjától 4 km-re északra, a Szlavóniai-síkságon, az Iskrica partján fekszik.

## Története
A település már a középkorban is létezett. 1472-ben „Septenoucz” alakban említik először, majd 1489-ben „Szeptinocz” alakban szerepel a matucsinai vár tartozékai között. A török 1536 körül szállta meg. Az 1579-es török defterben a raholcai náhije részeként említik. A helyi legenda szerint a falut a török uralom alatt nevezték el. Azt tartják, hogy az emberek suttogtak (šaputati = súg) menekülés közben, hogy a törökök nem hallhatták őket. A térség többi településével együtt 1687-ben szabadult fel a török uralom alól. 1698-ban „Septinovacz” néven 11 portával szerepel a török uralom alól felszabadított szlavóniai települések kamarai összeírásában.
Az első katonai felmérés térképén „Schafftinovcze” néven található. Lipszky János 1808-ban Budán kiadott repertóriumában „Saptinovacz” néven szerepel. Nagy Lajos 1829-ben kiadott művében „Saptinovacz” néven 129 házzal, 818 katolikus lakossal találjuk.
1857-ben 926, 1910-ben 1067 lakosa volt. Verőce vármegye Nekcsei járásához tartozott. Az 1910-es népszámlálás adatai szerint lakosságának 92%-a horvát, 3%-a magyar anyanyelvű volt. Az első világháború után 1918-ban az új szerb-horvát-szlovén állam, majd később (1929-ben) Jugoszlávia része lett. 1991-ben lakosságának 98%-a horvát nemzetiségű volt. 2011-ben 543 lakosa volt.

## Lakossága
| Lakosság változása | Lakosság változása | Lakosság változása | Lakosság változása | Lakosság változása | Lakosság változása | Lakosság változása | Lakosság változása | Lakosság változása | Lakosság változása | Lakosság változása | Lakosság változása | Lakosság változása | Lakosság változása | Lakosság változása | Lakosság változása |
| ------------------ | ------------------ | ------------------ | ------------------ | ------------------ | ------------------ | ------------------ | ------------------ | ------------------ | ------------------ | ------------------ | ------------------ | ------------------ | ------------------ | ------------------ | ------------------ |
| 1857               | 1869               | 1880               | 1890               | 1900               | 1910               | 1921               | 1931               | 1948               | 1953               | 1961               | 1971               | 1981               | 1991               | 2001               | 2011               |
| 926                | 894                | 776                | 852                | 955                | 1.067              | 1.029              | 1.127              | 1.133              | 1.166              | 1.138              | 953                | 821                | 758                | 623                | 543                |

## Nevezetességei
A településen két katolikus templom található, egy ókatolikus és egy római katolikus. Mindkettő Szent Vid tiszteletére van szentelve. 
A falu római katolikus hívei a bokšići Szent Péter plébániához tartoznak.

## Oktatás
A településen a gyurgyenováci J. J. Strossmayer elemi iskola területi iskolája működik.

## Kultúra
KUD „Jasen” Šaptinovci kulturális és művészeti egyesület

## Sport
Az NK Iskrica Šaptinovci labdarúgóklubot 1948-ban alapították. A megyei 2. ligában szerepel.

## Egyesületek
- DVD Šaptinovci önkéntes tűzoltó egyesület
- LD „Jazavac” Šaptinovci vadásztársaság